# Frederiksborg Amt
Frederiksborg Amt var fra 1970 til 2006 et dansk amt. Det lå i Hovedstadsregionen, og dækkede Horns Herred og det nordøstlige Sjælland. Frederiksborg Amt regnedes ofte for synonymt med Nordsjælland da amtet eksisterede. Efter Strukturreformens ikrafttræden den 1. januar 2007 blev området en del af Region Hovedstaden.
Ved valg til Folketinget indtil 2006 udgjorde amtet Frederiksborg Amtskreds, en af Danmarks amtskredse.

## Kommuner
Amtet bestod af de følgende 19 primærkommuner:
| Kommune              | Hovedby             | Befolkningstal (2006) | Kommune fra 2007 |
| -------------------- | ------------------- | --------------------- | ---------------- |
| Allerød              | Lillerød            | 23.498                | Ikke sammenlagt  |
| Birkerød             | Birkerød            | 22.321                | Rudersdal1       |
| Farum                | Farum               | 18.737                | Furesø2          |
| Fredensborg-Humlebæk | Fredensborg         | 20.025                | Fredensborg      |
| Frederikssund        | Frederikssund       | 19.144                | Frederikssund    |
| Frederiksværk        | Frederiksværk       | 20.691                | Halsnæs3         |
| Græsted-Gilleleje    | Gilleleje           | 20.843                | Gribskov         |
| Helsinge             | Helsinge            | 19.517                | Gribskov         |
| Helsingør            | Helsingør           | 61.340                | Ikke sammenlagt  |
| Hillerød             | Hillerød            | 38.102                | Hillerød         |
| Hundested            | Hundested           | 9.822                 | Halsnæs3         |
| Hørsholm             | Hørsholm            | 24.317                | Ikke sammenlagt  |
| Jægerspris           | Jægerspris          | 9.520                 | Frederikssund    |
| Karlebo              | Kokkedal            | 19.106                | Fredensborg      |
| Skibby               | Skibby              | 6.892                 | Frederikssund    |
| Skævinge             | Skævinge            | 6.225                 | Hillerød         |
| Slangerup            | Slangerup           | 9.435                 | Frederikssund    |
| Stenløse             | Stenløse            | 13.470                | Egedal4          |
| Ølstykke             | Ølstykke Stationsby | 15.681                | Egedal4          |

### Bemærkninger
1. Rudersdal Kommune blev udover Birkerød Kommune dannet af Søllerød Kommune beliggende i Københavns Amt.
2. Furesø Kommune blev udover Farum Kommune dannet af Værløse Kommune beliggende i Københavns Amt.
3. Den sammenlagte kommune bestående af Frederiksværk og Hundested kommuner hed i begyndelsen Frederiksværk-Hundested Kommune, men skiftede 1. januar 2008 navn til Halsnæs Kommune.
4. Egedal Kommune blev udover Stenløse og Ølstykke kommuner dannet af Ledøje-Smørum Kommune beliggende i Københavns Amt.

## Administration
Frederiksborg Amts amtsgård lå i Hillerød. 7 forskellige personer nåede at tjene som amtsborgmestre i Frederiksborg Amt, men Jørgen Christiansen sad af to omgange. Heraf var første gang (i 1982) på midlertidig basis, efter Svenn Schmidt døde i embedet.
| Periode     | Navn                 | Parti        | Noter                                              |
| ----------- | -------------------- | ------------ | -------------------------------------------------- |
| 1970 – 1978 | Hans Andersen        | Venstre      |                                                    |
| 1978 – 1982 | Svenn Schmidt        | Konservative | Døde i embedet.                                    |
| 1982        | Jørgen Christiansen  | Venstre      | Konstitueret. Første periode.                      |
| 1982 – 1985 | Bent Løber           | Konservative |                                                    |
| 1986 – 1989 | Jørgen Christiansen  | Venstre      | Anden periode.                                     |
| 1990 – 1997 | Kirsten Ebbensgaard  | Konservative |                                                    |
| 1998 – 2001 | Lars Løkke Rasmussen | Venstre      | Udtrådte i november 2001, pga. ministerudnævnelse. |
| 2001 – 2006 | Jørgen Christensen   | Venstre      |                                                    |